# خليل الرفاعي
خليل حميد حسون الرفاعي (7 تموز/يوليو 1927-8 تشرين الأول/أكتوبر 2006) ممثل كوميدي عراقي من مواليد سنة 1927، منطقة درب الفوك، محافظة بغداد.

## أعماله

### مسرحيات
- مسرحية الطبيب المزيف، أول تجربة مسرحية له وهو في الثالثة عشر من عمره في مسرح المدرسة.
- مسرحية وحيدة العراقية 1945، وهي أول أعماله المسرحية.
- مسرحية علاء الدين والمصباح السحري 1970، إخراج: سعدون العبيدي، سليمة خضير، سالم شفيق، مريم.
- مسرحية البيك والسايق 1974، في مصر، تأليف: صادق الصائغ، إخراج إبراهيم جلال قدمت.
- مسرحية زقزوق.
- مسرحية الحصار.
- مسرحية محاكمة الرجل الذي لم يحارب 1976، تأليف: سعد الله ونوس، إخراج: سليم الجزائري، تمثيل: سليمة خضير، أميرة جواد، فوزي مهدي.
- مسرحية الطوفان.
- مسرحية الخيط والعصفور 1983، عرضت على مسرح المنصور، إخراج وتأليف: مقداد مسلم، تمثيل: أمل طه، محمد حسين عبد الرحيم، مطشر السوداني، أفراح عباس، عزيز كريم، د.حسين علي هارف، محمد صكر، ستار خضير، قحطان زغير، كاظم فارس.[4]
- مسرحية الشريعة 1988، إخراج : د.فاضل خليل، تأليف: يوسف العاني، تمثيل: سامي قفطان، يوسف العاني، راسم الجميلي، غازي الكناني، أنوار عبد الوهاب، عبد الجبار كاظم، ليلى محمد، أياد البلداوي، كريم عواد.
- مسرحية اللي يعيش بالحيلة.
- مسرحية عقدة حمار.
- مسرحية حفلة سمر من أجل خمسة حزيران.
- مسرحية صايرة ودايرة 1985، تأليف: فخري الزبيدي، إخراج: مقداد مسلم، تمثيل: مقداد عبد الرضا، عرضت على مسرح المنصور.

### أفلام
- فيلم درب الحب الذي عرض على قاعة سينما النصر عام 1966.
- فيلم الجابي 1968، تأليف وإخراج: جعفر علي، تمثيل جعفر السعدي، أسعد عبد الرزاق، وجيه عبد الغني.
- فيلم ليالي بغداد 1975.
- فيلم الباحثون 1978، تأليف: صباح عطوان تمثيل: كنعان وصفي، نزار السامرائي، طالب الفراتي.[5]
- فيلم عمارة 13 عام 1987، تمثيل: راسم الجميلي، محمد حسين عبد الرحيم، سليم البصري، أمل طه، سهام السبتي، إخراج: صاحب حداد.
- فيلم زمن الحب 1991.[6]
- فلم «قطار 2001» 1993

### مسلسلات
- مسلسل تحت موس الحلاق 1969، إخراج عمانوئيل رسام، تمثيل: سليم البصري، راسم الجميلي، حمودي الحارثي، سهام السبتي.
- مسلسل ست كراسي، تمثيل: حمودي الحارثي.
- مسلسل حامض حلو.
- مسلسل سبع صنايع.
- مسلسل أبو البلاوي 1980.
- مسلسل الهاجس 1984 ، دوره ابو غنية
- مسلسل ناس من طرفنا.
- مسلسل غاوي مشاكل.
- مسلسل إلى الشباب مع التحية 1989.
- مسلسل ذئاب الليل ج2 1996.
- مسلسل برج العقرب 1998.
- مسلسل مناوي باشا، تمثيل سامي قفطان، عبد الخالق المختار، سمر محمد.
- مسلسل الفرج بعد الشدة، إخراج: حسن حسني (فنان عراقي)، تمثيل: هند طالب.
- مسلسل القلب في مكان آخر، تمثيل: سهام السبتي، عبد الخالق المختار.[7]
- مسلسل المعتصم، تمثيل: طعمة التميمي، سامي قفطان، بهجت الجبوري، سهى سالم.
- مدينة القواعد

### برامج
برنامج الآنسة فواكه للممثل خليل الرفاعي وإخراج عماد بهجت وتأليف شريف الراس

### أعمال إذاعية
- قدم أول أعماله الإذاعية سنة 1956 في مسلسل (سلفة زواج)، كتبها خليل شوقي.

## جوائز
- حصل على جائزة أفضل ممثل في مهرجان قرطاج عام .

## وفاته
عانى في أواخر أيامه من مرض عضال في الكلى ، ووجهت آنذاك قناة السومرية الفضائية نداءً لعلاجه فبادرَ مسعود البارزاني رئيس إقليم كردستان العراق لتحمل نفقات علاجه، فَنُقِل إلى مدينة أربيل لتلقي العلاج إلا أن المنية وافته هناك بعد وصوله بفترة قصيرة في 8 تشرين الأول/أكتوبر 2006.

## اُنظر أيضاً
- التلفزيون العراقي
- السينما العراقية
- المسرح الوطني العراقي

## وصلات خارجية
- خليل الرفاعي على موقع قاعدة بيانات الأفلام العربية
- جريدة الاتحاد
- منتديات الفرات
- وزارة الثقافة العراقية - دائرة السينما والمسرح